# Proyecto Maddison
El Proyecto Maddison, también conocido como Proyecto de Estadísticas Históricas de Maddison, es un proyecto para recopilar estadísticas económicas históricas, como el PIB, el PIBpc (PIB per cápita) y la productividad laboral.
Se lanzó en marzo de 2010 para continuar el trabajo del fallecido historiador económico Angus Maddison. El proyecto está a cargo del Centro de Crecimiento y Desarrollo de Groningen en la Universidad de Groningen,ubicada en los Países Bajos, que también alberga el Penn World Table, otro proyecto de estadísticas económicas.

## Recepción
Los economistas de desarrollo Branko Milanović (escribiendo para el Banco Mundial ), y Morten Jerven,y el multimillonario Bill Gates han identificado el Proyecto Maddison, las Penn World Tables y los datos del Banco Mundial/FMI (Indicadores de Desarrollo Mundial), como las tres fuentes principales de estadísticas económicas mundiales, considerando que los datos del PIB, y el Proyecto Maddison se centran en datos históricos. El economista Paul Krugman ha sugerido el Proyecto Maddison como fuente de datos históricos sobre deuda, crecimiento, producción laboral y productividad.
Our World In Data, un sitio web que alberga discusiones basadas en datos sobre una serie de temas relacionados con el desarrollo económico y humano a largo plazo, utiliza el Proyecto Maddison como una de sus fuentes de datos.